# Шемсипаша
„Шемсипаша“ (на турски: Şemsipaşa) е квартал на Истанбул, разположен в околия Газиосманпаша. Общата му площ е 0,36 км2. Според данни на Адресната система за регистриране на населението (ABPRS) към 2023 г. населението на „Шемсипаша“ е 24 712 жители.